# Wilhelm Haacke

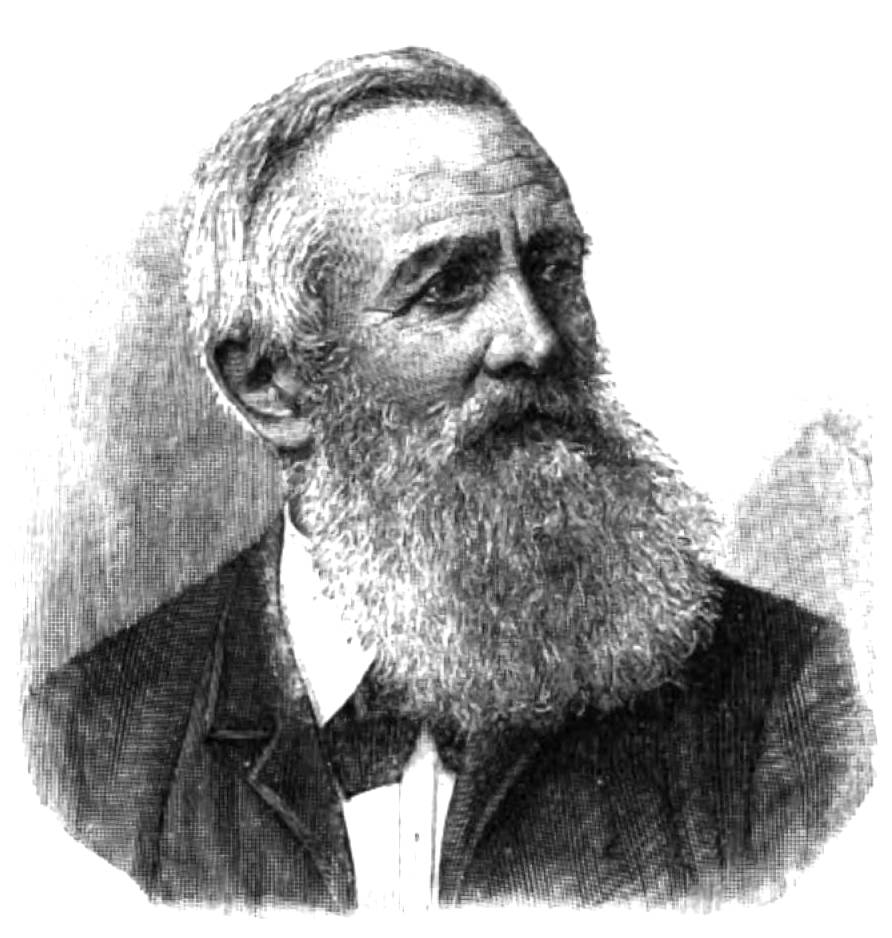
Wilhelm Haacke

Johann Wilhelm Haacke (* 23. August 1855 in Clenze; † 6. Dezember 1912 in Lüneburg) war ein deutscher Biologe und Vererbungsforscher.
Haacke studierte an der Universität Jena Zoologie, wo er 1878 bei Ernst Haeckel promoviert wurde. Danach war er Assistent in Jena und Kiel und ging 1881 nach Neuseeland. 1882 bis 1884 leitete er das South Australian Museum in Adelaide, bevor er 1886 nach Deutschland zurückkehrte. Er war von 1888 bis 1893 wissenschaftlicher Direktor des Frankfurter Zoos. 1890 habilitierte er sich an der TH Darmstadt, war Privatdozent in Darmstadt und später Gymnasiallehrer, u. a. von 1906 bis 1907 am Gymnasium Georgianum (Lingen), dann Gymnasium Emden.
Er arbeitete unter anderem über Quallen und Korallen und unternahm Kreuzungsexperimente mit Mäusen, die Gregor Mendels Gesetze bestätigten. 1884 entdeckte er unabhängig, dass der Ameisenigel Eier legt. Er verfolgte lamarckistische Ideen und prägte den Begriff Orthogenese. Gemeinsam mit Friedrich Wilhelm Kuhnert als Illustrator verfasste er das 1901 erschienene Tierleben der Welt. Er war Mitarbeiter an der 3. Auflage von Brehms Thierleben.
Im Jahr 1893 wurde er zum Mitglied der Leopoldina gewählt.